# Una historia con las manos
Una historia con las manos es el quinto álbum publicado por el músico sevillano de rock Poncho K.
Salió al mercado a mediados de abril de 2010 editado por la multinacional discográfica Sony BMG y producido por Fernando Montesinos.
Contó con las colaboraciones, entre otros, del poeta Marcos Ana y de los músicos Rubén Pozo de Pereza y María Malapinta.

## Lista de canciones
1. Amor a cuentagotas
2. Un golpe por seguir vivo
3. Una historia entre las manos (junto a Candela Márquez y Miguel Ángel Garzón)
4. Manolito Caramierda
5. Pistolas
6. Laureles
7. El último sol (junto a Ruben Pozo de Pereza)
8. Punki Gitano
9. ¿El tren de la rendición? (junto a María Malapinta)
10. Estrépito
11. El ojo en el ladrillo (homenaje al poeta Marcos Ana)